# Сен-Сюльпис-д’Эксидёй
Сен-Сюльпи́с-д’Эксидёй (фр. Saint-Sulpice-d'Excideuil) — коммуна во Франции, находится в регионе Аквитания. Департамент — Дордонь. Входит в состав кантона Иль-Лу-Овезер. Округ коммуны — Нонтрон.
Код INSEE коммуны — 24505.

## География

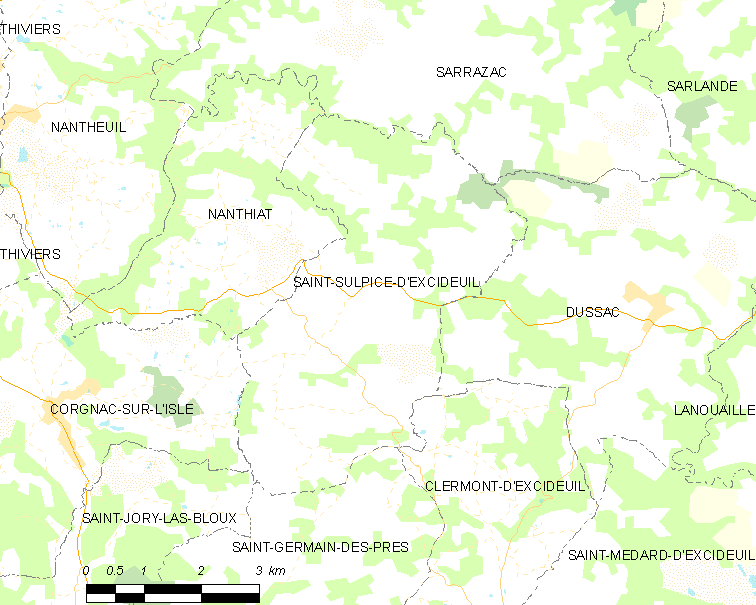
Карта коммуны

Коммуна расположена приблизительно в 400 км к югу от Парижа, в 140 км северо-восточнее Бордо, в 33 км к северо-востоку от Перигё.

### Климат
Климат умеренный океанический со средним уровнем осадков, которые выпадают преимущественно зимой. Лето здесь долгое и тёплое, однако также довольно влажное, здесь не бывает регулярных периодов летней засухи. Средняя температура января — 5 °C, июля — 18 °C. Изредка вследствие стечения неблагоприятных погодных условий может наблюдаться непродолжительная засуха или случаются поздние заморозки. Климат меняется очень часто, как в течение сезона, так и год от года.

## Население
Население коммуны на 2010 год составляло 317 человек.
| 1962 | 1968 | 1975 | 1982 | 1990 | 1999 | 2010 |
| ---- | ---- | ---- | ---- | ---- | ---- | ---- |
| 656  | 591  | 491  | 432  | 406  | 354  | 317  |

## Администрация
| Период | Период | Фамилия        | Партия       | Примечания |
| ------ | ------ | -------------- | ------------ | ---------- |
| 1983   | 2002   | Рене Бурдий    | беспартийный | фермер     |
| 2002   | 2020   | Мишель Граншам | беспартийный | фермер     |

## Экономика
В 2010 году среди 186 человек трудоспособного возраста (15-64 лет) 129 были экономически активными, 57 — неактивными (показатель активности — 69,4 %, в 1999 году было 71,5 %). Из 129 активных жителей работали 116 человек (67 мужчин и 49 женщин), безработных было 13 (8 мужчин и 5 женщин). Среди 57 неактивных 6 человек были учениками или студентами, 29 — пенсионерами, 22 были неактивными по другим причинам.

## Достопримечательности
- Церковь Св. Кесария (XII век). Исторический памятник с 1974 года[5]
- Замок Премийак
- Особняк Игони (XV век). Исторический памятник с 1965 года[6]

## Фотогалерея

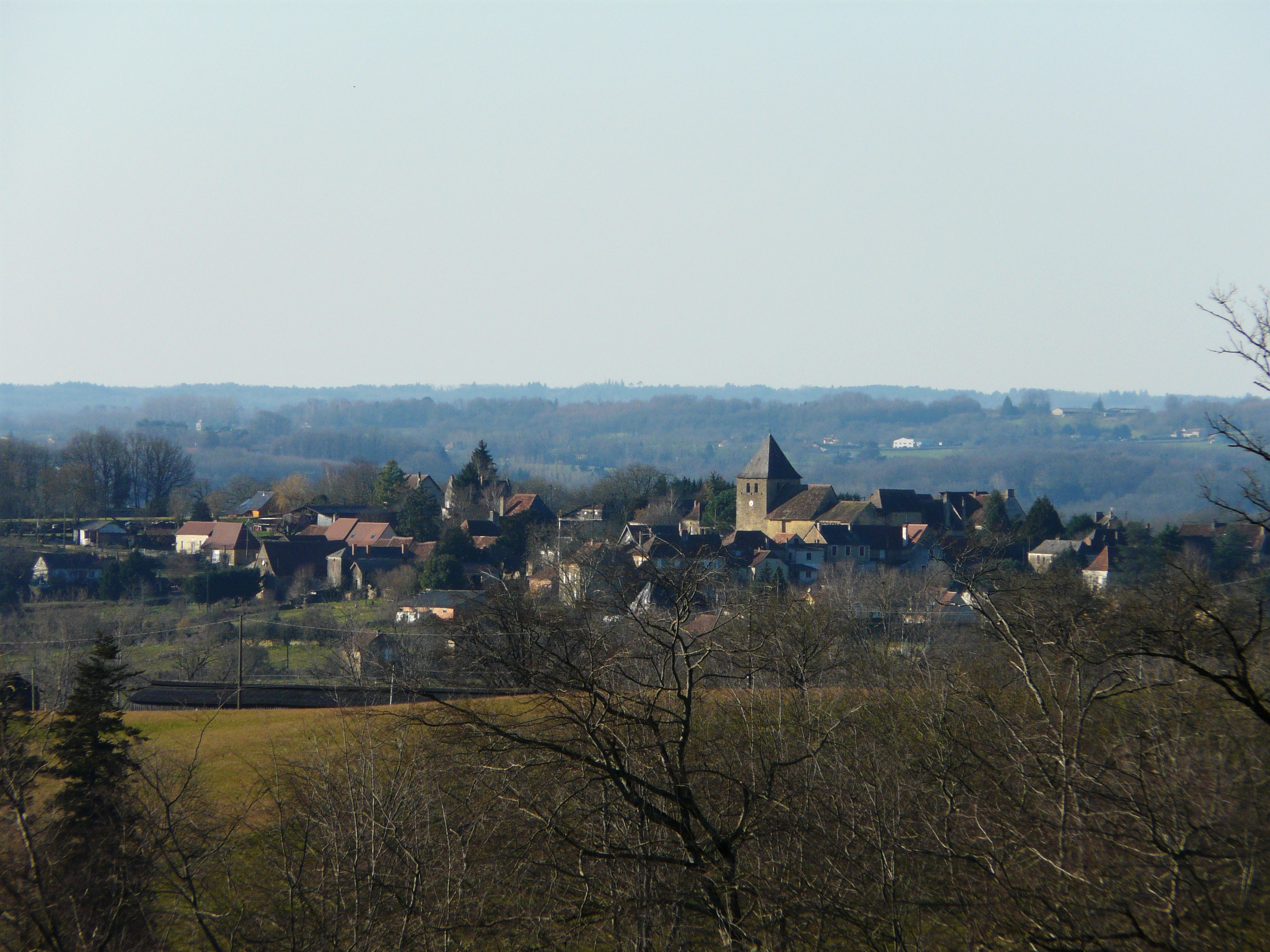
Сен-Сюльпис-д’Эксидёй
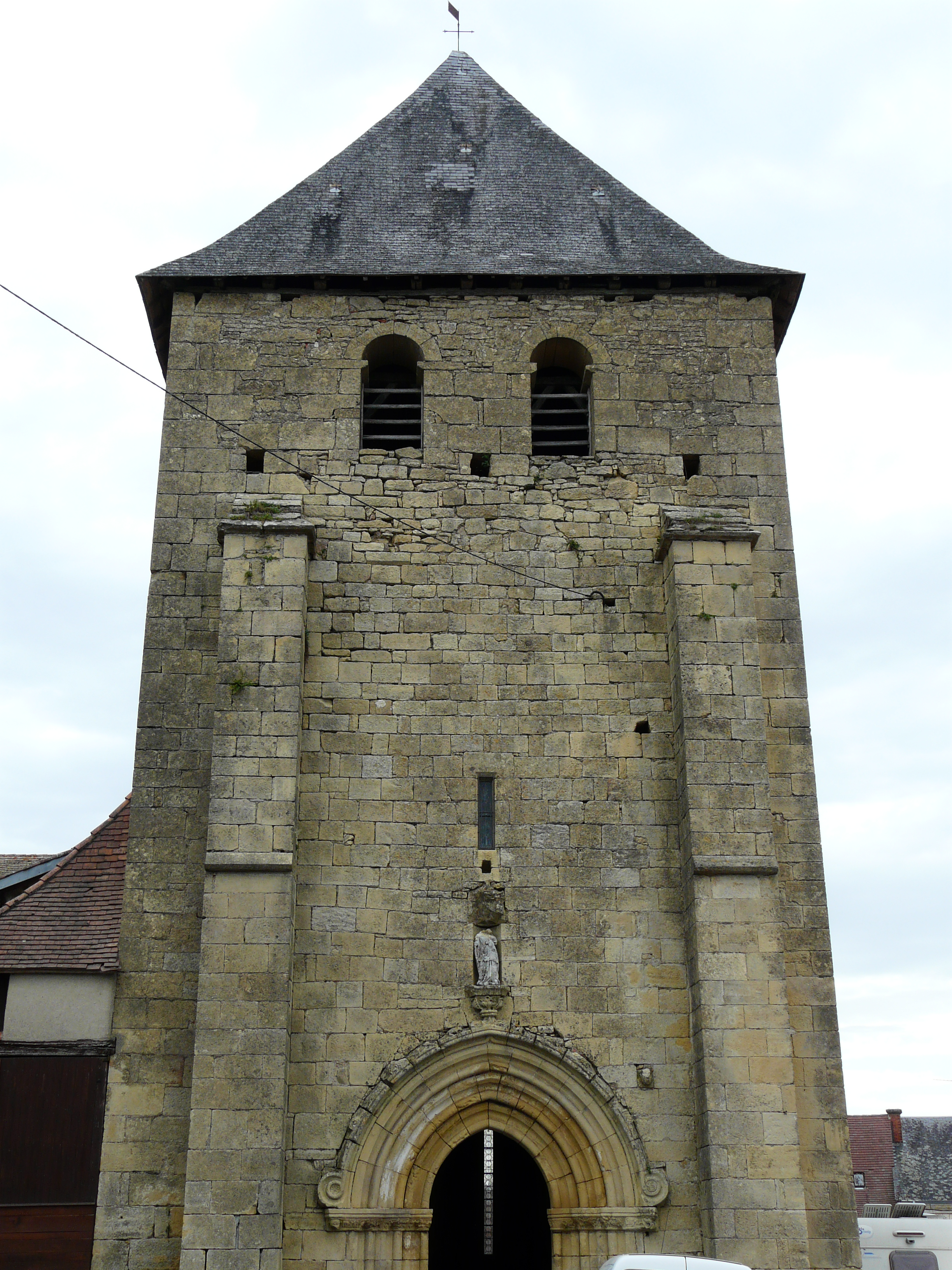
Церковь Св. Кесария
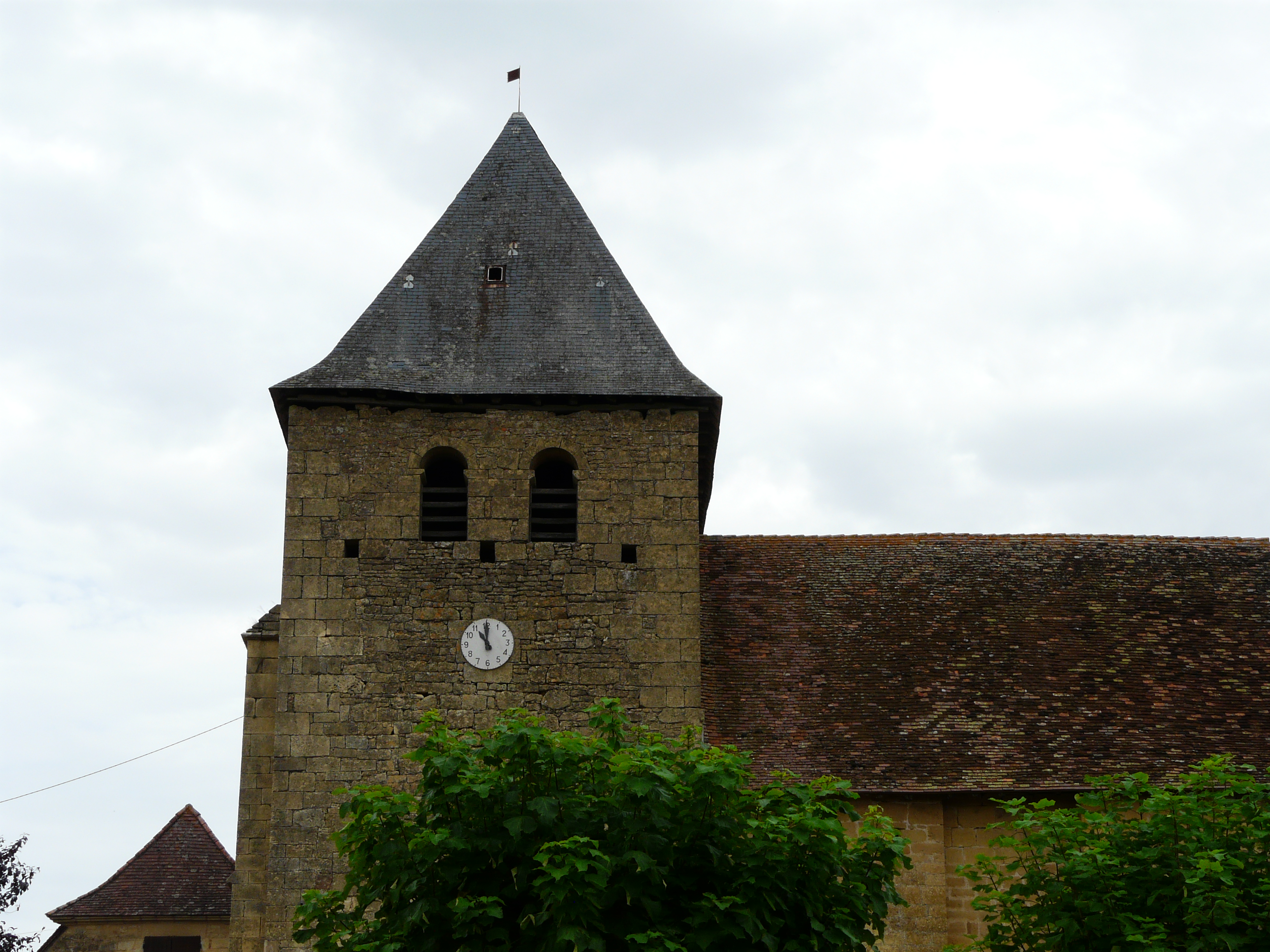
Церковь Св. Кесария
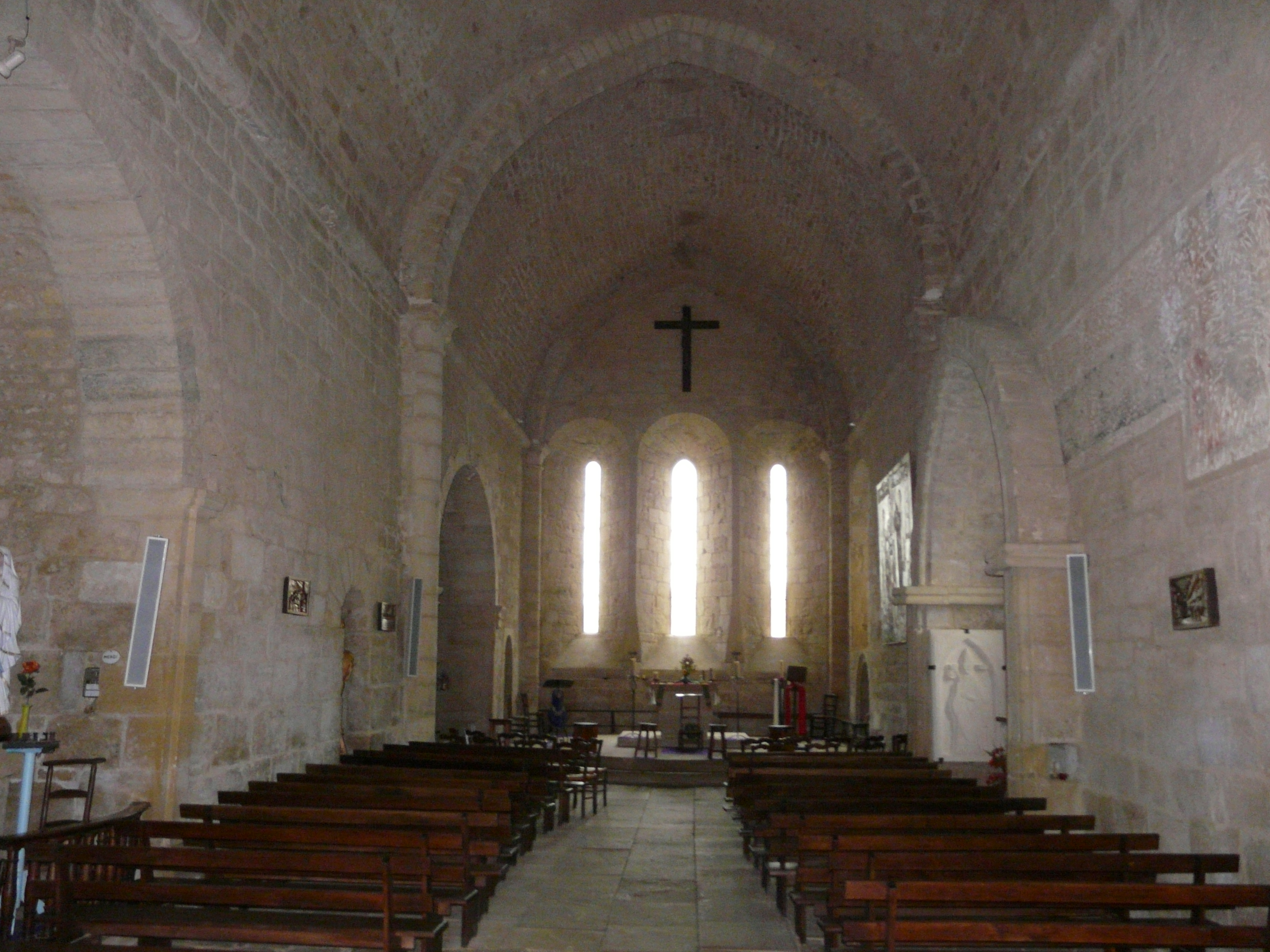
Интерьер церкви Св. Кесария
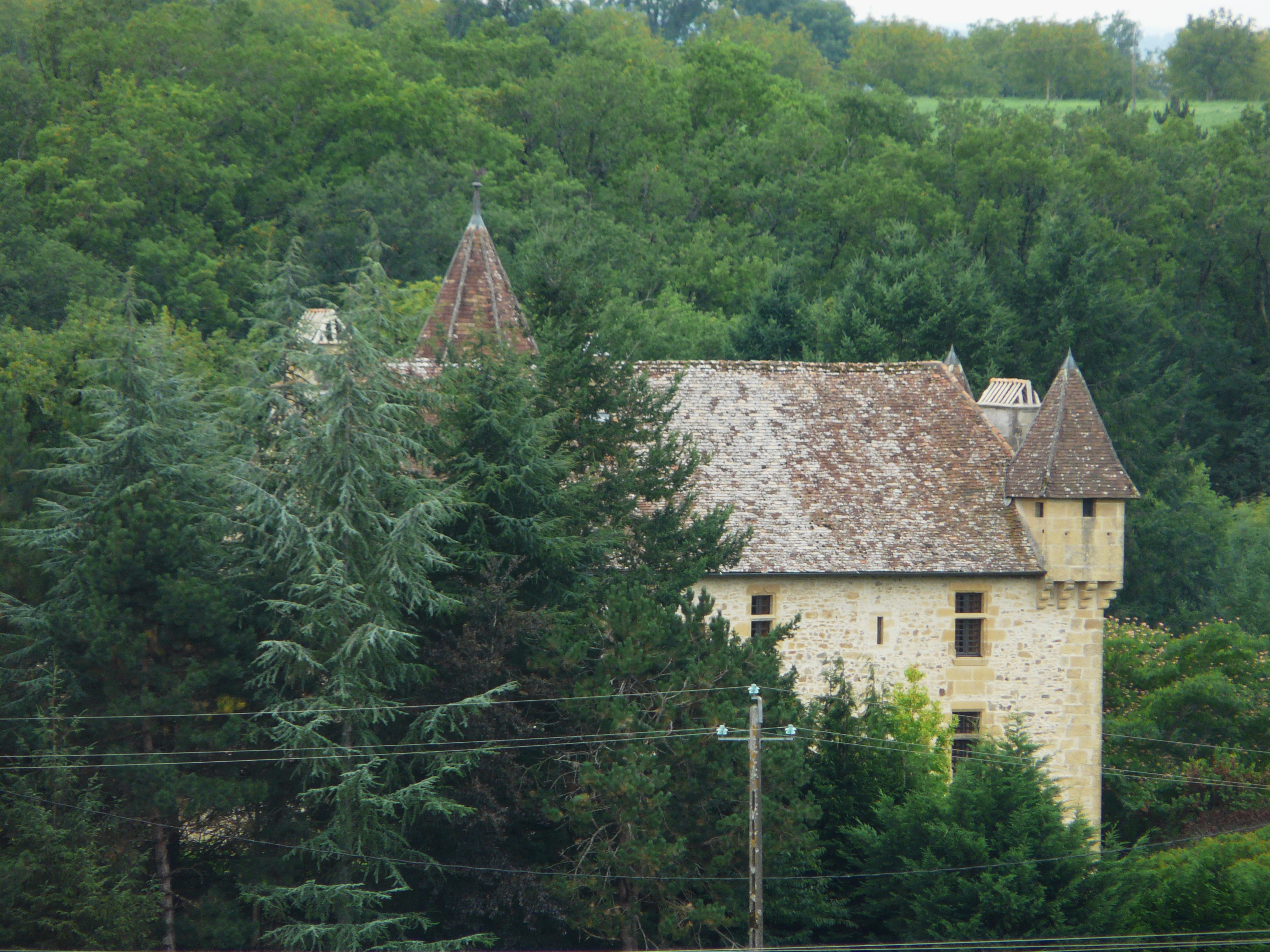
Особняк Игони
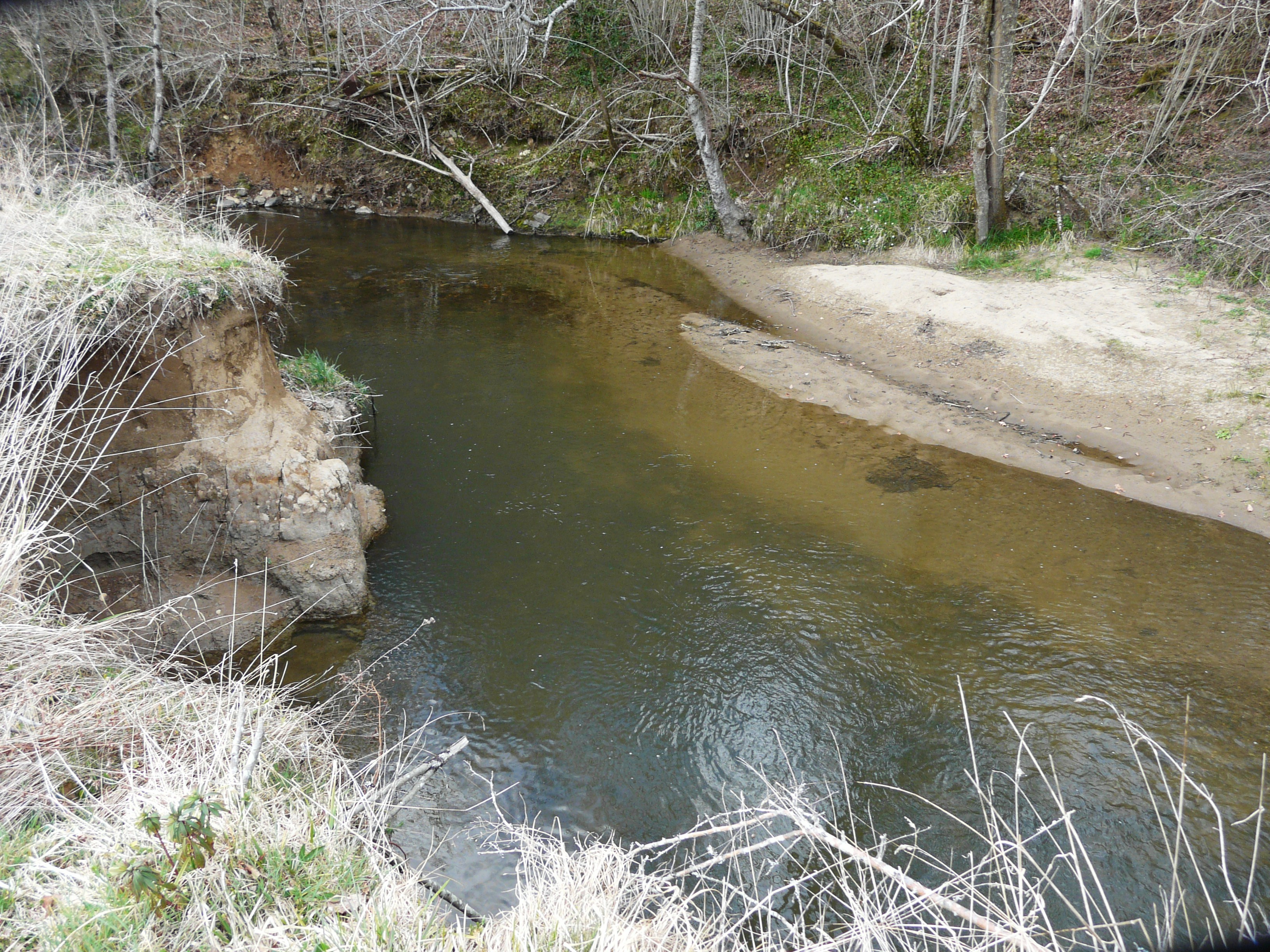
Река Лаво